# Enzo Shahrvin
Enzo Andre Shahrvin (Évry, 13 febbraio 2003) è un cestista francese.

## Carriera

### Nazionale
Nel 2022 ha disputato gli Europei Under-20, conclusi al quinto posto finale.

## Palmarès
- Coppa di Francia: 1

Paris: 2024-2025
- Leaders Cup: 1

Paris: 2024
- Eurocup: 1

Paris: 2023-2024